# Episodi di Quattro donne in carriera (settima stagione)
La settima stagione della serie televisiva Quattro donne in carriera è stata trasmessa in anteprima negli Stati Uniti d'America dalla CBS tra il 25 settembre 1992 e il 24 maggio 1993.
| nº | Titolo originale                  | Titolo italiano | Prima TV USA      | Prima TV Italia |
| -- | --------------------------------- | --------------- | ----------------- | --------------- |
| 1  | Of Human Bondage                  |                 | 25 settembre 1992 |                 |
| 2  | Sex and the Single Woman          |                 | 2 ottobre 1992    |                 |
| 3  | Mary Jo vs. the Terminator        |                 | 16 ottobre 1992   |                 |
| 4  | On the Road Again                 |                 | 23 ottobre 1992   |                 |
| 5  | Screaming Passages                |                 | 30 ottobre 1992   |                 |
| 6  | Viva Las Vegas                    |                 | 6 novembre 1992   |                 |
| 7  | Fools Rush In                     |                 | 13 novembre 1992  |                 |
| 8  | Love Letters                      |                 | 20 novembre 1992  |                 |
| 9  | The Vision Thing                  |                 | 4 dicembre 1992   |                 |
| 10 | Trial and Error                   |                 | 11 dicembre 1992  |                 |
| 11 | Too Dumb to Date                  |                 | 8 gennaio 1993    |                 |
| 12 | The Odyssey                       |                 | 15 gennaio 1993   |                 |
| 13 | Oh Dog, Poor Dog                  |                 | 22 gennaio 1993   |                 |
| 14 | Wedding Redux                     |                 | 5 febbraio 1993   |                 |
| 15 | Nude Julia, New York Morning      |                 | 12 febbraio 1993  |                 |
| 16 | Sex, Lies and Bad Hair Days       |                 | 5 marzo 1993      |                 |
| 17 | Shovel Off to Buffalo             |                 | 12 marzo 1993     |                 |
| 18 | It's Not So Easy Being Green      |                 | 2 aprile 1993     |                 |
| 19 | The Woman Who Came to Sugarbakers |                 | 30 aprile 1993    |                 |
| 20 | The Lying Game                    |                 | 7 maggio 1993     |                 |
| 21 | Gone with a Whim (Part 1)         |                 | 24 maggio 1993    |                 |
| 22 | Gone with a Whim (Part 2)         |                 | 24 maggio 1993    |                 |